# Małgorzata Iwanowska-Ludwińska
Małgorzata Iwanowska-Ludwińska (ur. 4 lipca 1950 w Poznaniu, zm. 15 sierpnia 2020 w Toruniu) – polska malarka, pisarka i poetka.

## Życiorys
Małgorzata Iwanowska urodziła się w 4 lipca 1950 w Poznaniu. Ukończyła Liceum Ogólnokształcące im. Stanisława Staszica w Ciechocinku. W latach 1968–1973 studiowała na Wydziale Sztuk Pięknych UMK w Toruniu, gdzie obroniła dyplom z malarstwa w pracowni prof. Stanisława Borysowskiego i prof. Mieczysława Wiśniewskiego. Po studiach pracowała w Galerii Współczesnej prowadzonej przez krytyka sztyki Janusza Boguckiego w Warszawie. Prowadziła również warsztaty terapii przez sztukę – Terapia Toksykomanii Sztuką znajdującej się na terenie Szpitala Psychiatrycznego w Lubiążu pod Wrocławiem.   
W latach 70. powróciła do Torunia; prowadziła m.in. w 1976–1978 razem z mężem Jerzym Ludwińskim Galerię Punkt. Gośćmi Galerii byli m.in. tacy artyści jak Zbigniew Makarewicz, Barbara Kozłowska, czy Ewa Benesz. Brała udział w życiu artystycznym tamtych lat: w plenerach takich jak Osieki; sympozjach i wystawach.    
W 1974 została członkinią Związku Polskich Artystów Plastyków.    
W stanie wojennym uczestniczyła w Biennale Sztuki Niezależnej Droga i prawda na Ostrowiu Tumskim we Wrocławiu.    
W 1996 otrzymała nagrodę od prezydenta miasta Torunia za swoją pracę konkursową Annale.   
W swojej aktywności twórczej zajmowała się malarstwem i rysunkiem, a później również i pisaniem. Miała na swoim koncie kilkadziesiąt wystaw indywidualnych i zbiorowych w kraju i za granicą. Uczestniczyła w akcjach charytatywnych oraz w sympozjach i plenerach artystycznych. Autorka książek i tomików poezji.  
Laureatka Nagrody Specjalnej Ministra Kultury Waldemara Dąbrowskiego w 2004 za całokształt twórczości. W 2009 została członkinią Stowarzyszenia Pisarzy Polskich, najpierw w okręgu toruńskim, a następnie warszawskim.  
W styczniu 2014 obchodziła jubileusz 40-lecia pracy twórczej, za którą otrzymała statuetkę Srebrnego Anioła z listem gratulacyjnym od prezydenta miasta Torunia  Michała Zaleskiego. 
Zmarła po długiej i ciężkiej chorobie 15 sierpnia 2020 w Toruniu. 
Jej mężem od 1975 był krytyk sztuki Jerzy Ludwiński, z którym miała syna Daniela. 

## Publikacje
- Epoka Błękitu, Kraków 2002, tom pism, notatek i diagramów Jerzego Ludwińskiego (współredaktorka wraz z Jerzym Hanuskiem), wyd. Otwarta Pracownia, Kraków 2005, ISBN 978-83-89280-29-9
- Jurek. Szkice do Portretu, wyd. Pracownia Poligraficzna s.c., Toruń 2004, ISBN 83-92067-0-0
- Włóczęga i Dziewczyna w Toruniu, Toruń 2004
- Goście przy wielkim kamieniu (tomik poezji), Toruń 2005
- Cień ojca na tle tężni, Toruń 2006
- Dinozaury w śniegu, Toruń 2008
- Margerytki, Toruń 2009
- Dyptyk z Agatą, Toruń 2010
- Artyści, Toruń 2011, ISBN 978-83-7611-896-3
- Chełmionka i inne wiersze, Toruń 2013
- Toruń w słońcu, Toruń 2015
- Dziewczynka z bukietem, Wydawnictwo Adam Marszałek, Toruń 2018, ISBN 978-83-8019-934-7[2]